# Караколь (Мугалжарский район)
Караколь (каз. Қаракөл, до 1993 г. — Михайловка) — село в Мугалжарском районе Актюбинской области Казахстана. Административный центр сельского округа имени Кудайбергена Жубанова. Код КАТО — 154843100.

## Население
В 1999 году население села составляло 958 человек (491 мужчина и 467 женщин). По данным переписи 2009 года в селе проживало 813 человек (423 мужчины и 390 женщин).

## История возникновения названия
История села Караколь начинается с 17-18 века. В то же время этот аул населяли киргизы. Так как они вели кочевой образ жизни, там они находились только весной и летом, а зимой перебирались на зимовку. В дальнейшем, во время СССР, здесь поселился Михайлов А.А, который построил первый дом и в его честь посёлок назвали Михайловка. После обретения Независимости, посёлок переименовали в Караколь, под тем же названием как и озеро, расположенное недалеко от поселка.
Однако село Караколь на устах большинства людей славится под названием Оркаш. Это название, по всей видимости, произошло потому, что посёлок Оркаш расположен в бугристой местности, которая похожа на горбы(өркеш) верблюдов. В районной газете "Мұғалжар " представлены следующие сведения. "Географические наименования на местах по аналогии с известными объектами относятся к метафорным названиям. Например, «Жарықтау», «Сарқырама», «Атжақсы», «Жалпақ», «Сандықтау». По аналогии с данными топонимами произошло название Оркаш.
По воспоминаниям аксакалов села, раньше наши предки населяли эту территорию. Летом поселение было благоприятным для земледелия и скотоводства, зима там была суровая, с сильными буранами и жестокими морозами. Поэтому наши предки придерживались принципа «летом, в период Жайлау находится на стоянке, а осенью, ближе к зиме, собрав урожай(ор), нужно убегать(қаш)» на Кыстау. Поэтому посёлок был назван Оркаш.